# Молодые чемпионы
«Молодые чемпионы» — французский короткометражный фильм с Луи де Фюнесом продолжительностью в 22 мин.

## Сюжет
После ссоры со своим авторитарным отцом (Луи де Фюнес) маленький мальчик, помешанный на автомобилях, отправляется к своему крёстному отцу, работающему на автомобильном заводе Рено. Сев в один из автомобилей, он случайно трогается и не может остановиться. Так начинается гонка с преследованием…